# KTWG
KTWG（801 AM）是位于关岛的一个宗教广播电台，由Edward H. Poppe、Jr. And Frances W. Poppe创办。发射台位于阿加尼亚，功率10千瓦，收听范围可覆盖整个马里亚纳群岛。在1974年11月1日开播。